# Siddhartha Mukherjee
Siddhartha Mukherjee (Nuova Delhi, 21 luglio 1970) è un oncologo, ematologo, saggista e divulgatore scientifico indiano naturalizzato statunitense.

## Biografia
Mukherjee è professore associato alla Facoltà di Medicina della Columbia University e medico al Columbia University Medical Center di New York. Divulgatore scientifico, col suo The Emperor of All Maladies: A Biography of Cancer ha vinto nel 2011 il Premio Pulitzer per la saggistica.

### Attività scientifica
Come ematologo e oncologo, Mukherjee è conosciuto per i suoi lavori sulla formazione del sangue e sulle interazioni tra il micro-ambiente ("nicchia") e le cellule cancerose.

## Riconoscimenti
- Rhodes scholarship 1993-1996
- Gabrielle Angel's Leukemia Foundation Award/Grant 2010
- Premio Pulitzer per la saggistica 2011
- PEN Literary E.O. Wilson Prize 2011

## Opere
- L'imperatore del male. Una biografia del cancro (The Emperor of All Maladies: A Biography of Cancer, 2010), traduzione di Roberto Serrai, Collana I colibrì, Vicenza, Neri Pozza, luglio 2011, ISBN 978-88-545-0331-1. - Vicenza, BEAT, 2013, ISBN 978-88-655-9156-7; Collana Oscar Contemporanea, Milano, Mondadori, 2016, ISBN 978-88-046-6521-2; Collana Oscar Saggi. Cult, Mondadori, 2020, ISBN 978-88-047-2799-6.
- Le regole della cura. La medicina è un racconto (The Laws of Medicine: Field Notes from an Uncertain Science, 2015), traduzione di Stefano Galli, Collana Saggi stranieri, Milano, Rizzoli, novembre 2016, ISBN 978-88-170-9125-1.
- Il gene. Il viaggio dell'uomo al centro della vita (The Gene: An Intimate History, 2016), traduzione di Roberto Serrai e Laura Serra, Collana Saggi stranieri, Milano, Mondadori, 2016, ISBN 978-88-046-6976-0. - Collana Oscar Saggi, Mondadori, 2020, ISBN 978-88-047-1805-5.
- Il canto della cellula. Un'esplorazione della medicina e dell'uomo nuovo (The Song of the Cell: An Exploration of Medicine and the New Human, 2022), traduzione di Laura Serra, Collana Orizzonti, Milano, Mondadori, 2023, ISBN 978-88-047-5936-2. - Collana Oscar Saggi. Accademia, Mondadori, giugno 2025, ISBN 978-88-048-0047-7.